# Tecumseh, Nebraska
Tecumseh är administrativ huvudort i Johnson County i Nebraska. Orten har fått sitt namn efter shawneehövdingen Tecumseh. Enligt 2020 års folkräkning hade Tecumseh 1 694 invånare.

## Kända personer från Tecumseh
- Dennis Aust, basebollspelare